# Krvavo jednostavno
Krvavo jednostavno (eng. Blood Simple) je kriminalistički film i redateljski prvijenac braće Coen iz 1984., te također prvi dugometražni film snimatelja Barryja Sonnenfelda. Glavne uloge tumače John Getz, Frances McDormand i Dan Hedaya. Naslov potječe iz romana Crvena žetva Dashiella Hammetta, u kojem je "krvavo jednostavno" opis stanja uma ljudi nakon produženog zbivanja u nasilnim situacijama.
U američkim kinima, Krvavo jednostavno je zaradio 2.2 milijuna $, a ponovno izdanje 2000. još dodatnih 1.7 milijuna $, čime je bio tek 138. najkomercijalniji film 1985. godine. Ipak, film je pobrao velike pohvale kritičara te osigurao braći Coen daljnju slavu. 2001. pojavila se redateljska verzija koja je tri do četiri minute kraća od prvotne. Američki filmski institut je film stavio na 98. mjesto na listi "100 godina...100 uzbuđenja".

## Radnja
Marty je vlasnik kafića u Teksasu. Njegova supruga Abby ima aferu s njegovim konobarom, Rayjom. Nakon što provedu noć u motelu, snimi ih privatni detektiv Loren Visser koji fotografije predstavi Martyju te tako potvrdi njegove sumnje. Idućeg dana, Ray daje otkaz a Marty mu zaprijeti da će ga ubiti ako se opet pojavi u kafiću te da ne vjeruje Abby. Nakon što ju neuspješno pokuša oteti, Marty odluči opet pozvati Vissera - no ovog puta ga unajmi da ubije par. Detektiv je iznenađen, no pošto mu Marty nudi poveliku količinu novca, prihvati zadatak.
Visser upadne u kuću mladog para i uzima Abbyjin pištolj. Nekoliko dana kasnije u kafiću, Visser pokaže Martyju fotografije navodno mrtvog Rayja i Abby kako leže u krevetu. Marty mu plati svotu, no Visser ga potom upuca i pobjegne. Ispostavi se da uopće nije ubio par nego da su fotografije njiovih leševa bile lažne. Te noći, Ray ulazi u kafić kako bi zatražio novac koji mu Marty duguje, no nailazi na naizgled mrtvog Martyja u stolici. Pošto na podu nalazi Abbyjin pištolj, pomisli da ga je ona upucala te odluči sakriti leš. Prebaci Martyja u auto te ga poluživog zakopa negdje na polju. 
Dani prolaze a Ray je ljut što mu Abby ne prizna da je upucala Martyja, no ona ne zna o čemu govori i još uvijek govori da je on živ. Visser otkriva da je nestao njegov upaljač s njegovim inicijalima, te pogrešno zaključi da ga je uzela Abby. Kada Abby upali svjetlo u svojem stanu, Visser dobije dovoljno svjetla za jasan pucanj te s krova upuca Rayja kroz prozor. Abby ugasi svjetlo pa Visser provaljuje u stan. Ulazi u kupaonicu i shvati da je Abby kroz prozor pobjegla u obližnju sobu. S rukom posegne kako bi otvorio prozor, no Abby ga zarobi tako što mu zabije nož u dlan. Visser se uspije izvuči te s nožem i pištoljem kreće prema Abby, no ona ga upuca, krivo pomislivši da je on zapravo Marty. Visser se na to nasmije te na podu gleda kako voda kapa iz umivaonika. 

## Glume
- John Getz - Ray
- Frances McDormand - Abby
- Dan Hedaya - Marty
- M. Emmet Walsh - Detektiv Loren Visser
- Samm-Art Williams - Meurice

## Produkcija
Nakon što je Joel Coen završio filmski akademiju NYU u New Yorku, počeo je raditi kao pomoćnik montažera u niskobudžetnim filmovima nasilja. S bratom Ethanom, koji je tada radio kao daktilograf, je naspisao scenarij za film noir Krvavo jednostavno 1982., ali nisu imali nikakvu reputaciju kojom bi privukli filmske producente radi financiranja. Tu im je pomogao prijatelj Sam Raimi koji im je podijelio svoje iskustvo kako je uspio financirati svoj horor film Zla smrt, tzv. "ograničenim partnerstvom": sam je napravio foršpan, gotovo cijelu verziju filma, ali na Super 8, te je potom prikazivao film ljudima u njihovim kućama kako bi našao investitore. Braća Coen su ga poslušala te prvo snimila dvominutni foršpan na 35 mm u stilu eksploatacijskih filmova koji je "naglašavao akciju, krv i odvažnost", no nije imao glumce. Potom su taj foršpan godinu dana vozili okolo i prikazivali ljudima u njihovim dnevnim boravcima kako bi ih privukli da im daju novac za snimanje filma. Na kraju su privukli 65 investitora - doktora, odvjetnika, zubara - od kojih je 60-70 % bilo iz Minneapolisa. Svaki je u prosjeku dao pet do deset tisuća dolara, te su nakon godinu i pol uspjeli prikupiti otprilike 750,000 $.
Obitelj braće Coen je također uložila 15 tisuća $. Time su si mogli osigurati potpuno kreativnu slobodu. Nakon što su skupili novac, pozvali su kolegu Marka Silvermana s NYU koji je imao malo iskustva s niskobudžetnim filmovima te je stoga postao vođa snimanja i organizirao set. Snimanje je trajalo osam tjedana, od listopada do studenog 1983., u Teksasu. Joel Coen se odlučio na dugu pretprodukciju, crtao je storyboard kako bi se iscprno pripremio za snimanje svake scene. Silverman je unajmio Sonnenfelda kojem je to bio prvi posao snimatelja na dugometražnom filmu. Joel Coen priznaje da je gotovo cijeloj ekipi to bilo prvo iskustvo u igranom filmu a da se on sam također po prvi put našao na nekom filmskom setu. Prvi glumac koji je prihvatio ulogu u Krvavo jedostavno bio je M. Emmet Walsh. Braća Coen su napisala ulogu detektiva Vissera s njim na umu nakon što su ga vidjela u filmu Provalnik na slobodi. Njihov agent za audiciju je Walshu poslao scenarij i braća Coen su bila ugodno iznenađena da je pristao glumiti u filmu. On je jedini dobio ulogu bez audicije, dok su ostali glumci pronađeni u New Yorku. Braći Coen se svidjela Holly Hunter, ali je ona bila zauzeta radom na predstavi, pa je glavnu žensku ulogu dobila njena cimerica u Bronxu, Frances McDormand.
Tijekom prvog dana snimanja, Joel Coen je bio iznenađen i prestrašen brojem kamiona na setu dok je Sonnenfeld bio toliko nervozan da je jednom povraćao. I McDormand je bila nervozna. Sonnenfeld je koristio vrlo ušpicano svjetlo, brzi film i niske razine osvjetljenja. Nakon završetka snimanja, snimljeni materijal su prebacili u New York radi montaže. Sve scene s Walshom u sobi za razvijanje fotografija snimljene su u stanu braće Coen u New Yorku a neki eksterijeri u Sonnenfeldovom dvorištu. Tijekom snimanja, produkcija je braći Coen plaćala smještaj i 15 $ dnevnice od koje su živjeli.

### Premijera
Nakon što je film završen početkom 1984., autori su krenuli tražiti distributera. Odnijeli su film u Los Angeles i pokazali ga velikim studijima. Svi su odbili izuzev Oriona koji je prihvatio distribuciju, ali uz uvjet da ne bi ništa platio unaprijed, što je investitorima bilo neprihvatljivo. Joel Coen napominje da se dogovorio s agentom za prodaju prava u inozemstvu kako bi se napokon film počeo prikazivati negdje, no to je bio riskantan potez jer to ubija zanimanje domaćih distributera. Crown International Pictures je pokazao zanimanje za distribuciju jedino pod uvjetom da se ubaci kakve golotinje u film. Nitko nije htio film sve dok nije primljen na New York Film Festival i dok nije prikazan u Torontu gdje je dobio dobre recenzije. Tamo ga je vidio i Ben Barenholtz, partner tvrtke Circle Films, koji je prihvatio distribuirati film po kinima. Nakon toga, film je ubirao pohvale kritike.

## Soundtrack
Glazbu za Krvavo jednostavno napisao je Carter Burwell kojemu je to bila prva suradnja s braćom Coen. Kasnije je napisao glazbu za gotovo sve njihove filmove. 
Glazba je spoj solo glasovira i elektroničkih zvukova ambijenta. Jedna pjesma, "Monkey Chant", se temelji na "Kecaku", plesu na otoku Baliju.
Izbor Burwellove glazbe objavljen je na albumu 1987. zajedno s izborom glazbe sljedećeg filma braće Coen, Arizona Junior.

### Popis pjesama
1. "Crash and Burn" – (2:40)
2. "Blood Simple" – (3:33)
3. "Chain Gang" – (4:47)
4. "The March" – (3:34)
5. "Monkey Chant" – (1:04)
6. "The Shooting" – (2:52)
7. "Blood Simpler" – (1:22)

Ostale pjesme na CD-u:
- "It's the Same Old Song" - The Four Tops
- "Louie Louie" - Toots & the Maytals
- "The Lady in Red" - Xavier Cugat
- "Rogaciano"
- "He'll Have to Go" - Joan Black
- "El Sueno" - Johnny Ventura
- "Anahi" - Maria Luisa Buchino
- "Sweet Dreams" - Patsy Cline

## Kritike
| „              | Film je snimljen sa puno stila...Krvavo jednostavno je režirao Joel Coen a producirao njegov brat Ethan, a obojica su ga napisali. To je njihov prvi film, te posjeduje energiju i intenzitet koju poistovjećujemo s mladim filmašima koji su odlučni napraviti utisak. Neke scene su virtuozne, uključujući sekvencu u kojoj mrtvo tijelo postane nešto čega se jako teško riješiti, a druga u kojoj dvoje ljudi u dvije sobe postanu zarobljeni u nasilnom obračunu. Središnji nastup filma je veteran M. Emmet Walsh, koji glumi privatnog detektiva poput čovjeka kojemu je idealizam prljava riječ. | ” |
| — Roger Ebert, | |   |

| „               | Prvi film braće Coen, gotički film noir Krvavo jednostavno, koji je imao premijeru na Sundanceu, ostaje jedan od vizualno najdojmljivijih filmskih prvijenaca 1980-ih, s crnim humorom i morbidnim šarmom. | ” |
| — Emanuel Levy, | |   |

| „             | Crno, grešno i okrutno poput tjedan pun Hitchcocka, ovo je danas jednako svježe i omamljujuće kao što je bilo tada. | ” |
| — Ian Nathan, | |   |

## Vanjske poveznice
- Krvavo jednostavno u internetskoj bazi filmova IMDb-a
- Krvavo jednostavno na Rotten Tomatoes
- Online scenarij
- Usporedba kvalitete slike na DVD-u i Blue-rayju